# Barathronus
Barathronus is een geslacht van straalvinnige vissen uit de familie van naaldvissen (Aphyonidae). Het geslacht is voor het eerst wetenschappelijk beschreven in 1886 door Goode & Bean.

## Soorten
- Barathronus affinis Brauer, 1906
- Barathronus bicolor Goode & Bean, 1886
- Barathronus bruuni Nielsen, 1969
- Barathronus diaphanus Brauer, 1906
- Barathronus maculatus Shcherbachev, 1976
- Barathronus multidens Nielsen, 1984
- Barathronus pacificus Nielsen & Eagle, 1974
- Barathronus parfaiti (Vaillant, 1888)
- Barathronus unicolor Nielsen, 1984
- Barathronus solomonensis Nielsen & Møller, 2008